# Summer Vibes
Summer Vibes é o segundo EP do boy group sul-coreano Astro, a ser lançado pela Fantagio. O mini álbum foi lançado em 1 de julho de 2016 em todas as plataformas digitais e físicas contendo 6 faixas, incluindo a canção de trabalho Breathless. O álbum alcançou a segunda posição nas paradas coreanas.

## Antecedentes e lançamento
Em junho de 2016, a empresa revelou detalhes do mini-álbum a ser lançado pelo grupo intitulado Summer Vibes, tendo a canção "Breathless" como canção de trabalho. Também foi revelado que o grupo colaborou com os mesmos compositores que produziram as músicas do álbum anterior. Também foi divulgado que os membros Jinjin e Rocky escreveram todas as partes de rap das faixas do álbum.
"Breathless" é descrita como uma canção refrescante com uma melodia clara e viciante. Também é dita como uma faixa alegre, synthpop que mantem a sensação de boas vibrações da canção de trabalho de estreia, "Hide&Seek".
O vídeo musical de Breathless foi lançado juntamento com o mini-álbum, em 1° de julho de 2016, com a participação da cantora e companheira de empresa Choi Yoojung, ex-integrante do grupo I.O.I. A primeira metade do vídeo foi filmada na praia de Jeongdongjin e a segunda metade na floresta em Namyangju, na província de Gyeonggi. O vídeo mostra os integrantes desfrutando de atividades de verão, enquanto eles aparecem sendo incarnações humanos de garrafas de refrigerante.

## Promoção
Na noite de 30 de junho de 2016, o grupo preparou um showcase para o lançamento do álbum, onde foram feitas brincadeiras pelos membros e também a apresentação de "Breathless" e "Fireworks".
O grupo compareceu a diversos programas musicais coreanos para promover a canção, como M! Countdown da Mnet, Music Bank da KBS, Show! Music Core da Munhwa Broadcasting Corporation e Inkigayo da SBS. Em alguns programas o grupo também apresentou a canção "Fireworks". As promoções oficiais do álbum finalizaram em 14 de agosto de 2016.

## Alinhamento de faixas
| N.º            | Título                                  | Compositor(es)              | Produtor(es)                | Duração |  |
| 1.             | "Fireworks" (불꽃놀이)                  | Seo Yong Bae, Park Woo Sang | Seo Yong Bae, Park Woo Sang | 3:18    |  |
| 2.             | "Breathless" (솜가빠)                   | Lee Ki Yong Bae             | Lee Ki Yong Bae             | 3:19    |  |
| 3.             | "Growing Pains" (성장통)                | Lee Ki Yong Bae             | Lee Ki Yong Bae             | 3:44    |  |
| 4.             | "Polaris" (북극성)                      | Park Woo Sang               | Park Woo Sang               | 3:21    |  |
| 5.             | "My Style" (내 멋대로)                  | Lee Ki Yong Bae             | Lee Ki Yong Bae             | 3:30    |  |
| 6.             | "Breathless" (솜가빠) (versão acústica) | Lee Ki Yong Bae             | Lee Ki Yong Bae             | 3:25    |  |
| Duração total: | Duração total:                          | Duração total:              | Duração total:              | 20:37   |  |

## Desempenho
| Tabela musical (2016)               | Melhor posição |
| ----------------------------------- | -------------- |
| Coreia do Sul (Gaon)                | 4              |
| Estados Unidos (World Albums Chart) | 6              |

| Tabela musical (2016) | Melhor posição |
| --------------------- | -------------- |
| Coreia do Sul (Gaon)  | 8              |

| Tabela musical (2016) | Melhor posição |
| --------------------- | -------------- |
| Coreia do Sul (Gaon)  | 81             |

## Vendas e certificações
| País          | Vendas  |
| ------------- | ------- |
| Coreia do Sul | 30,391+ |

## Histórico de lançamento
| País          | Data                | Gravadora | Formato             |
| ------------- | ------------------- | --------- | ------------------- |
| Coreia do Sul | 01 de julho de 2016 | Fantagio  | Download digital CD |
| Mundo         | 01 de julho de 2016 | Fantagio  | Download digital    |